# Austin Mast
Austin R. Mast est une botaniste américain né en 1972. Il est diplômé de l'université du Wisconsin–Madison en 2000. Il donne aujourd'hui des cours au département de biologie de l'Université d'État de Floride, et est directeur de l'Herbarium Robert K. Godfrey depuis août 2003.
Son principal domaine d'étude est la phylogénie des Grevilleoideae, une sous-famille de Proteaceae. En 2005 il démontre que le genre Banksia est paraphylétique du fait de la présence des Dryandra. Collaborant avec le botaniste australien Kevin Thiele, il transfère tous le taxon Dryandra dans Banksia, publiant plus de 120 noms scientifiques au cours de l'opération.